# Менкюле
Менкюле́ — река в Якутии (Россия), левый приток Томпо, принадлежит к бассейну реки Лены. Протекает по территории Томпонского района Якутии. Длина — 225 км, площадь водосборного бассейна составляет 6520 км².
Берёт начало на склонах Брюнгяндинского хребта в горной системе Сунтар-Хаята, на высоте более 1517 метров над уровнем моря. От истока течёт преимущественно в западном, затем в северо-западном направлении в межгорной долине. Пересекает Скалистый хребет и, описав дугу, поворачивает на юг. После впадения Нижнего Харыллаха, поворачивает на запад. Перед устьем через реку перекинут автомобильный мост на трассе 98К-007 Яна. Впадает в Томпо слева в 156 км от её впадения в Алдан, выше впадения Куранаха, на высоте менее 265 м над уровнем моря. Ширина в нижнем течении — до 166 м при глубине 1,8 м. Скорость течения в низовьях — 1,2 м/с.

## Основные притоки
Указаны поименованные притоки длиной 30 км и более.
| Название        | Расстояние от устья | Длина | Положение |
| --------------- | ------------------- | ----- | --------- |
| Нижний Харыллах | 31                  | 30    | левый     |
| Куккан          | 58                  | 58    | правый    |
| Экачан          | 74                  | 33    | правый    |
| Нижний Тирехтях | 88                  | 36    | правый    |
| Чугучан         | 106                 | 39    | левый     |
| Тебердень       | 124                 | 77    | правый    |

## Данные водного реестра
По данным государственного водного реестра России и геоинформационной системы водохозяйственного районирования территории РФ, подготовленной Федеральным агентством водных ресурсов:
- Бассейновый округ — Ленский
- Речной бассейн — Лена
- Речной подбассейн — Алдан
- Водохозяйственный участок — Алдан от впадения реки Амга до устья
- Код водного объекта — 18030600912117300054351[5].

## Галерея
|  |